# Andrzej Talaga
Andrzej Talaga (ur. 1965) – polski dziennikarz, był zastępcą redaktora naczelnego w „Rzeczpospolitej”.
Jest absolwentem kulturoznawstwa na Uniwersytecie Łódzkim. Specjalizuje się w problematyce Bliskiego Wschodu. Jako dziennikarz relacjonował konflikty zbrojne w Libanie (2006), Iraku (2007), Strefie Gazy (2007) i Afganistanie (2007).
Publikował m.in. w „Życiu”, „Newsweeku”, „Nowym Państwie” „Więzi”, „Dzienniku” i „Dzienniku Gazecie Prawnej”. Jest stałym publicystą „Rzeczpospolitej”. Współpracował z Telewizją Polską, gdzie prowadził przegląd prasy, oraz z kilkoma redakcjami prasy codziennej i tygodniowej. Jest autorem reportaży zagranicznych, głównie z Bliskiego Wschodu, oraz tekstów historycznych i cywilizacyjnych. W latach 2004–2005 był redaktorem naczelnym w wydawnictwie QLCO publikującym książki o tematyce politycznej.
Jest autorem książek: Nasi w Legii Cudzoziemskiej (1999) oraz Rozmowy o Polsce (2005).